# Enchentes de 2008 no Iêmen

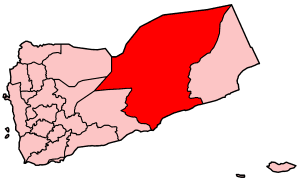
Hadramaute, a província mais atingida

As enchentes de 2008 no Iêmen começaram em 23 de outubro, em decorrência das fortes chuvas da tempestade tropical que atingiu o país. Os últimos dados revelam que ao menos 180 pessoas morreram ou estão desaparecidas. Além disso, seis morreram atingidas por raios, quatro delas nas províncias de Ta'izz e Lahij, no sul, e duas na região de Al Mahwit, no norte da capital, Sanaa. Também há mais de 10.000 desabrigados segundo as autoridades.
Situado no norte da Península Arábica, o Iêmen tem uma predisposição para inundações durante a temporada de chuva de monções.

## Danos
Os danos são considerados graves porque a maioria das casas das áreas afetadas são construídas com tijolos de barro.
Pelo menos 2.000 casas, 84 edifícios públicos e três mesquitas foram destruídos ou sofreram danos no sudeste do país, de acordo com o Ministério do Interior. Linhas de energia, estradas e linhas telefônicas também foram destruídas e ou danificadas. O fornecimento de água também foi prejudicado.

## Evacuações
Cerca de 20.000 pessoas foram evacuadas nas regiões atingidas, enquanto as autoridades tentavam resgatar outros 800 habitantes, que ficaram totalmente isoladas pelo aumento do nível dos rios.

## Ajuda internacional
- Arábia Saudita: O país vizinho prometeu ajudar as vítimas da inundação com 100 milhões de dólares
- Emirados Árabes Unidos: Anunciou uma ajuda de emergência às vítimas.
- Organização Mundial da Saúde: A OMS enviou ao país remédios para tratar 50.000 pessoas afetadas pelas inundações[1]
- Organização da Conferência Islâmica: Baseada na Arábia Saudita, a organização iniciou uma campanha e disse que o Iêmen vive um estado de "emergência nacional".